# Дунаевка (Ставропольский край)
Дуна́евка — село в составе Минераловодского района (городского округа) Ставропольского края России.

## География
Село расположено на правом берегу реки Кума, в 14 км к западу от административного центра округа — города Минеральные Воды; расстояние от Дунаевки до краевого центра — 118 км.

## История
Украинско-русско-немецкое село Княжий Дар основано в 1898 году.
Орбелиановская волость/amtsbezirk Orbelianowka, Терская обл., Пятигорский (Георгиевский) окр. У р. Кума, к сев.-зап. от Пятигорска. Включала рус.-нем. села Дунаевка и Орбелиановка. Центр – с. Орбелиановка. Жит.: 1196 (1914).
До 1917 года относилось к Орбелиановской волости Пятигорского (Георгиевского) округа Терской области; в советский период находилось в составе Минераловодского района Орджоникидзевского края. К 1914 году за селом было закреплено 252 десятины земли.
В административном отношении населённый пункт входил в состав Прикумского сельсовета Минераловодского района Терского округа.
До 2015 года село входило в упразднённый Прикумский сельсовет.

## Население
| 1914 | 1925 | 1926 | 1989 | 2002 | 2010 | 2014 |
| ---- | ---- | ---- | ---- | ---- | ---- | ---- |
| 340  | ↗680 | ↗711 | ↘614 | ↗685 | ↗735 | ↘700 |

Национальный состав
В 1926 году из 711 жителей 197 немцы.
По данным переписи 2002 года, в национальной структуре населения русские составляли 71 %, армяне — 26 %.

## Образование
- Детский сад № 27 «Ромашка». Открыт 1 сентября  1962 года[13]